# Produit extérieur
En mathématiques, la notion de produit extérieur permet de rendre compte de façon algébrique des concepts d'aires et de volumes orientés et, en dimension quelconque, de déterminants, à travers le produit des vecteurs qui sous-tendent les sous-espaces considérés.
C'est un produit dans le sens où il forme avec l'addition et la multiplication scalaire une algèbre sur un corps, dite extérieure.  Il est qualifié d'extérieur vraisemblablement dans la mesure où son résultat est linéairement indépendant de ses opérandes.
Bien que son nom ne l'indique pas, le produit extérieur est alterné.  En ce sens il se distingue du produit tensoriel, dont il constitue en fait une antisymétrisation.

## Histoire
Le produit extérieur a été imaginé vers 1844 par le mathématicien allemand Hermann Grassmann. Ce concept a été intégré par William Kingdon Clifford à son algèbre géométrique, appelée aussi algèbre de Clifford, laquelle généralise et développe les travaux de Grassmann ainsi que ceux de William Rowan Hamilton en 1843 sur les quaternions.

## Même notation que le produit vectoriel
Parmi les obstacles à la compréhension de la notion de produit extérieur, il faut insister sur le fait que le symbole {\displaystyle \wedge }, appelé chevron en français mais souvent désigné par le mot anglais wedge, notamment à travers la commande équivalente en TeX, est universellement employé pour désigner le produit extérieur, opération associative pouvant porter sur les vecteurs de tout espace vectoriel, mais coïncide aussi avec celle employée en France pour désigner le produit vectoriel, c'est-à-dire une opération non associative portant uniquement sur les vecteurs d'un espace euclidien orienté à trois dimensions. De natures différentes, ces deux opérations entretiennent des relations étroites (liées à la dualité de Hodge), d'où un risque de confusion.
Plus généralement, du fait de l'existence de nombreux isomorphismes plus ou moins naturels entre les objets en jeu, les domaines concernés par le calcul extérieur sont affectés d'un certain nombre de variations terminologiques et de notations selon les communautés scientifiques qui les emploient, variations qui peuvent aussi être sources de confusion.

## Produit extérieur de vecteurs

### Propriétés

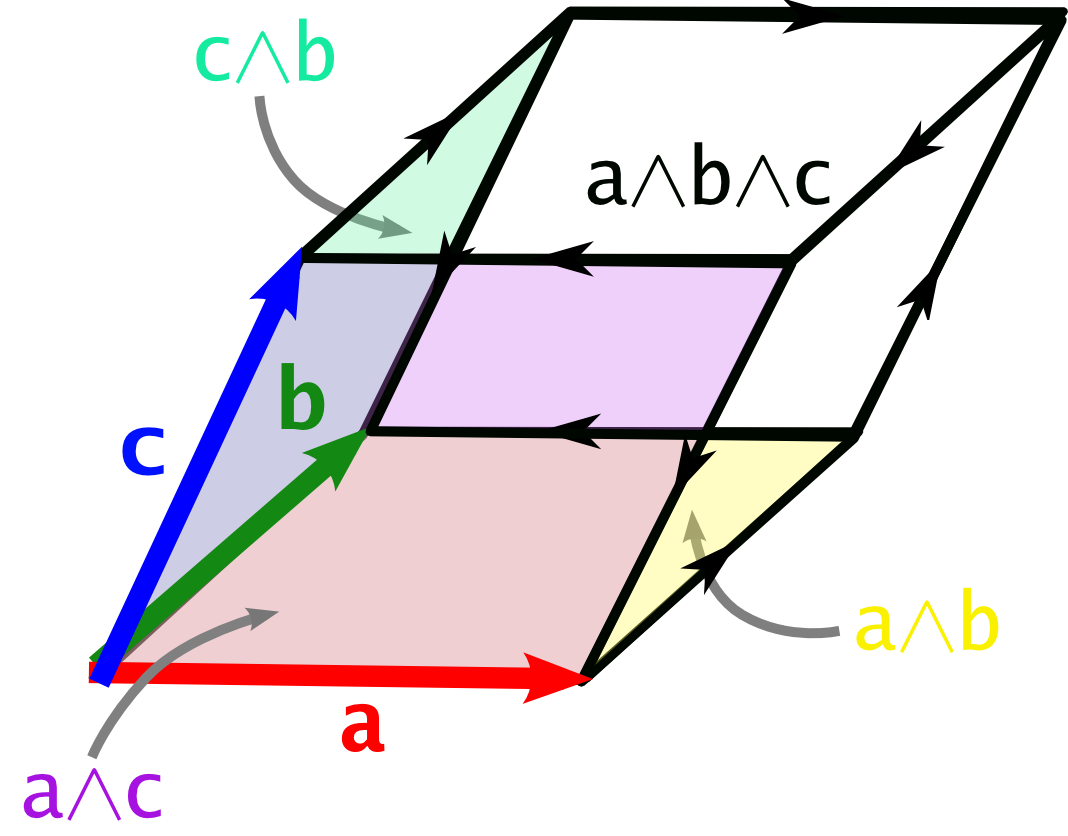
Différents produits extérieurs.

Contrairement au produit vectoriel de deux vecteurs, le produit extérieur de deux vecteurs de E, appelé bivecteur, n'est pas un vecteur du même espace mais d'un nouvel espace, noté Λ2(E). Alors que le produit vectoriel n'est défini que dans un espace à 3 dimensions, le produit extérieur est défini pour tout espace vectoriel.
Le produit extérieur est bilinéaire :
{\displaystyle a\wedge (\beta b)=\beta (a\wedge b)=(\beta a)\land b}
{\displaystyle a\wedge (b+c)=(a\wedge b)+(a\wedge c)}
{\displaystyle (b+c)\wedge a=(b\wedge a)+(c\wedge a)}
Le produit extérieur de deux vecteurs est alterné, c'est-à-dire que
{\displaystyle a\wedge a=0}
ce qui, par bilinéarité, implique qu'il est antisymétrique :
{\displaystyle a\wedge b=-(b\wedge a).}
Si l'espace E est pourvu d'une métrique euclidienne, alors Λ2(E) aussi et la norme du bivecteur est
{\displaystyle \|a\wedge b\|=\|a\|\|b\|\sin({\widehat {a,b}}).}
C'est l'aire du parallélogramme construit sur les deux vecteurs a et b.

### Relation avec le produit vectoriel
Le produit extérieur et le produit vectoriel de Gibbs sont liés par une relation de dualité. Le résultat d'un produit vectoriel est en effet un bivecteur déguisé, le bivecteur étant remplacé par le vecteur qui en est le dual dans l'espace à trois dimensions. Ceci explique pourquoi le produit vectoriel n'est valable que dans un espace à trois dimensions. C'est, en effet, uniquement dans un tel espace que le dual d'un bivecteur est un vecteur.
On peut passer d'un produit vectoriel à un produit extérieur au moyen de la relation suivante :
{\displaystyle a\times b=-I(a\wedge b)}    où I est l'unité pseudoscalaire de l'espace à 3 dimensions. Ici la croix symbolise le produit vectoriel.

### Relation avec le produit tensoriel
Selon le point de vue le plus classique, le fait qu'un parallélépipède appuyé sur une famille de vecteurs soit « aplati » dès que cette famille est liée conduit à envisager le produit extérieur comme résultant d'une antisymétrisation du produit tensoriel, c'est-à-dire de la forme la plus générale de produit associatif. Une telle antisymétrisation est réalisée par un passage au quotient, en l'occurrence le quotient de l'algèbre tensorielle associée à l'espace vectoriel sur lequel on travaille par l'idéal bilatère de cette algèbre qu'y engendrent les carrés tensoriels {\displaystyle u\otimes u}, puisque ceux-ci sont destinés à être « aplatis ». On obtient ainsi l'algèbre extérieure {\displaystyle \bigwedge E} d'un espace vectoriel {\displaystyle E}. Ainsi, d'une certaine façon, la notion d'algèbre extérieure d'un espace vectoriel précède celle du produit extérieur de deux vecteurs.
Le produit extérieur et le produit tensoriel agissant au sein d'algèbres différentes, il n'est en principe pas possible de combiner dans une même expression des produits tensoriels et des produits extérieurs. Ainsi, la formule
{\displaystyle a\wedge b=a\otimes b-b\otimes a}
parfois présentée comme une définition du produit extérieur ne doit pas être prise au pied de la lettre, mais comme exprimant la possibilité d'injecter l'espace vectoriel {\displaystyle \wedge ^{2}E} dans {\displaystyle \otimes ^{2}E}, où {\displaystyle \wedge ^{2}E} désigne le sous-espace vectoriel de l'algèbre extérieure {\displaystyle \bigwedge E} engendré par les « parallélogrammes » (ou bivecteurs) {\displaystyle u\wedge v}.
Cette injection permet en effet d'identifier {\displaystyle \wedge ^{2}E} à un sous-espace de {\displaystyle \otimes ^{2}E}, en identifiant le bivecteur {\displaystyle a\wedge b} au tenseur antisymétrique {\displaystyle a\otimes b-b\otimes a}. Laurent Schwartz, dans son ouvrage Les tenseurs (Hermann, 1975), indique (p. 103) qu'une telle identification est peu recommandée.
Cependant, dans le cas particulier où l'espace vectoriel {\displaystyle E} est donné comme l'espace dual {\displaystyle F^{*}} d'un espace {\displaystyle F}, {\displaystyle \bigwedge E} et {\displaystyle \bigotimes E} s'interprètent alors naturellement comme, respectivement, algèbre des formes multilinéaires alternées et algèbre des formes multilinéaires sur F. Dans ce cas, les espaces vectoriels {\displaystyle \wedge ^{n}E} sont naturellement des sous-espaces des {\displaystyle \otimes ^{n}E}. En particulier, de ce point de vue, le produit extérieur de deux formes linéaires {\displaystyle \phi ,\psi \in F^{*}} est la forme bilinéaire alternée définie par la formule
{\displaystyle \phi \wedge \psi =\phi \otimes \psi -\psi \otimes \phi .}

## Produit extérieur demultivecteurs
Le produit extérieur est aussi valable pour les multivecteurs. Par multivecteur on entend l'élément le plus général de l'algèbre géométrique, à savoir, pour un espace à n dimensions :
{\displaystyle M=\alpha +\beta A_{1}+\gamma A_{2}+...+\mu A_{k}+...\nu A_{n}}
où les lettres grecques représentent des valeurs scalaires et les A indicés des p-vecteurs avec {\displaystyle p\leq n.}

## Multiple produit extérieur
Dans le cas général, on peut former des entités que l'on peut appeler des p-vecteurs au moyen du produit extérieur.
On a ainsi
{\displaystyle a_{1}\wedge a_{2}\wedge ...\wedge a_{p}\in \Lambda ^{p}(E).}
Si p est strictement supérieur à la dimension de l'espace E alors Λp(E) est l'espace nul.
Si n est égal à la dimension de E alors Λn(E) est une droite vectorielle.
Par exemple si E est l'espace euclidien de dimension 3, les trivecteurs sont des multiples de l'unité pseudoscalaire I :
{\displaystyle a\wedge b\wedge c=\lambda I} , où le scalaire vaut le volume du parallélépipède construit sur les vecteurs.